# ماريا آنا يوزفا النمساوية (1654-1689)
أرشيدوقة ماريا آنا يوزفا من النمسا (بالألمانية: Maria Anna Josepha von Österreich)‏ (و. 1654 – 1689 م) هي أرستقراطية نمساوية، ولدت في ريغنسبورغ، توفيت في فيينا، عن عمر يناهز 35 عاماً، بسبب سل.

## جوائز
حصلت على جوائز منها:
- Order of the Starry Cross [الإنجليزية]‏.